# Halenfeld
Halenfeld est un village de la commune belge d'Amblève (en allemand : Amel) située en Communauté germanophone et en Région wallonne dans la province de Liège.
Avant la fusion des communes de 1977, Halenfeld faisait partie de la commune d'Heppenbach.
Au 1er janvier 2016, le village comptait 271 habitants.

## Situation
Halenfeld est implanté sur la rive gauche et le versant sud de l'Amblève naissante faisant face au village d'Heppenbach situé sur la rive opposée. Le village domine aussi au sud le vallon d'un petit affluent de l'Amblève.
On ne recense aucun édifice religieux. Un ancien moulin à eau est répertorié.